# Hustle (filme de 1975)
Hustle (bra: Crime e Paixão; prt: A Cidade dos Anjos) é um filme de suspense neo-noir estadunidense de 1975 dirigido por Robert Aldrich e estrelado por Burt Reynolds, Catherine Deneuve e Ben Johnson. É baseado no romance City of Angels de Steve Shagan.

## Elenco
- Burt Reynolds como Tenente Phil Gaines
- Catherine Deneuve como Nicole Britton
- Ben Johnson como Marty Hollinger
- Paul Winfield como Sargento Louis Belgrave
- Eileen Brennan como Paula Hollinger
- Eddie Albert como Leo Sellers
- Ernest Borgnine como Santuro
- Colleen Brennan como Gloria Hollinger
- Catherine Bach como Peggy Summers
- Jack Carter como Herbie Dalitz
- Robert Englund como Homem de Assalto

## Estreia
O filme estreou nos Estados Unidos em 25 de dezembro de 1975 nos cinemas pela Paramount Pictures e arrecadou US$ 10 milhões em seus primeiros 10 dias.

## Crítica
Segundo Morandini, o filme é “um passo em falso de Aldrich no território do cinema negro com implicações intimistas e conflitos entre amor e corrupção”. A interpretação de Deneuve é inadequada enquanto Aldrich e Reynolds, ambos co-produtores do filme, estão tentando criar um filme romântico e “mudar o tom”.